# Parhyale hawaiensis
Parhyale hawaiensis är en kräftdjursart som först beskrevs av James Dwight Dana 1853.  Parhyale hawaiensis ingår i släktet Parhyale och familjen Hyalidae. Inga underarter finns listade i Catalogue of Life.